# Lucy Elmina Anthony
Lucy Elmina Anthony (24 de octubre de 1859 - 4 de julio de 1944) fue una líder estadounidense internacionalmente conocida en el movimiento de la Asociación Nacional pro Sufragio de la Mujer. Su tía fue la reformista social americana y activista de los derechos de la mujer Susan B. Anthony y su pareja, la líder del sufragio femenino Anna Howard Shaw.

## Biografía

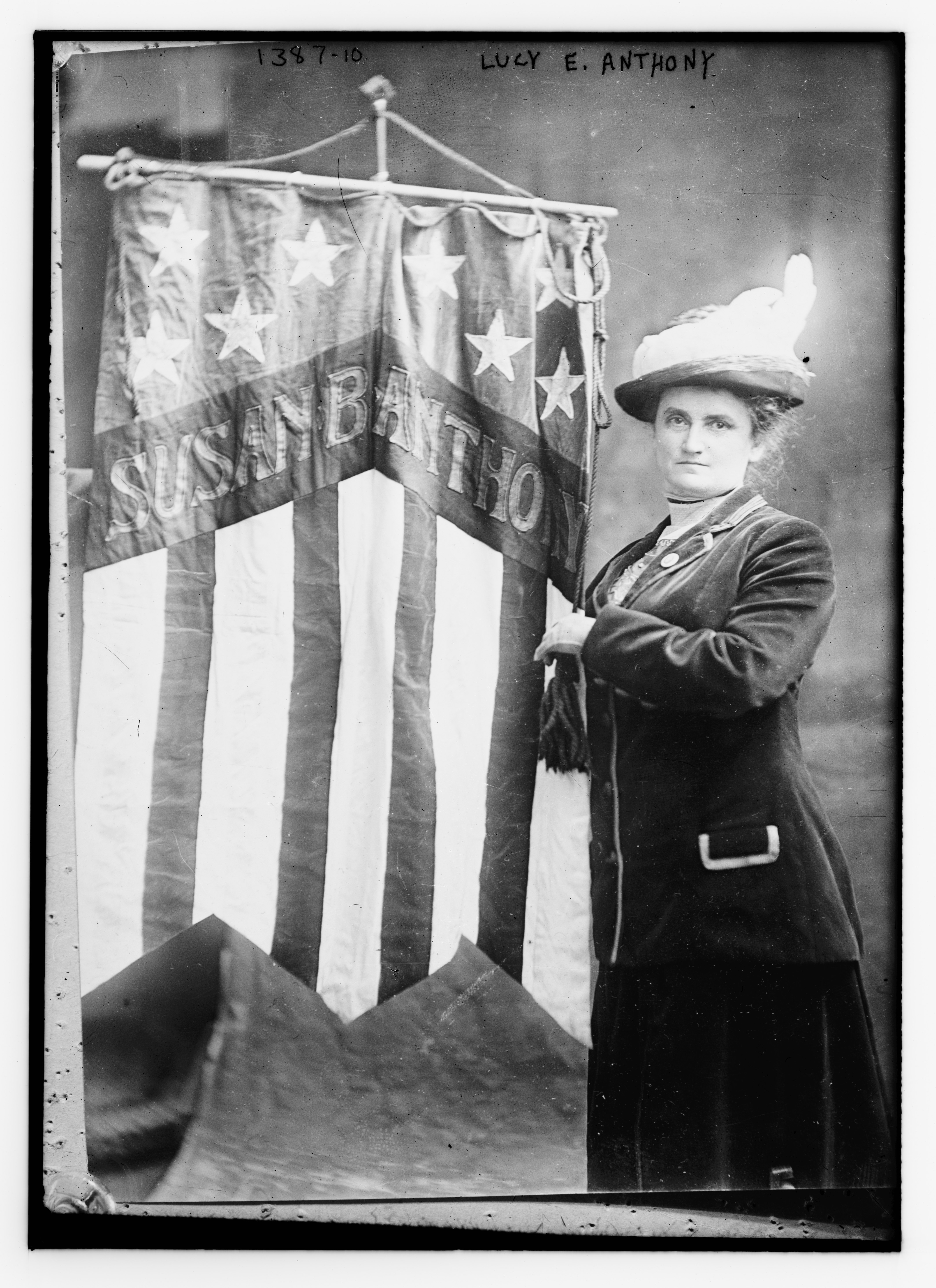
Lucy Elmina Anthony. (1900).

Lucy Elmina Anthony nació el 24 de octubre de 1859, fue la mayor de las hijas de Jacob Merritt Anthony (1834-1900), de Fort Scott Kansas, y Mary Almina Luther (1839-1915).
Después de graduarse de la Academia Libre de Rochester en 1883, trabajó para el movimiento del sufragio, actuando también como asistente del comité organizador de reuniones internacionales. Durante muchos años ejerció como secretaria de su tía, Susan B. Anthony. En la década de 1890 Lucy Anthony conoció a Anna Howard Shaw, de la que no se separó el resto de su vida. Lucy Anthony sirvió como gerente de Susan B. Anthony y Shaw en sus giras mundiales.

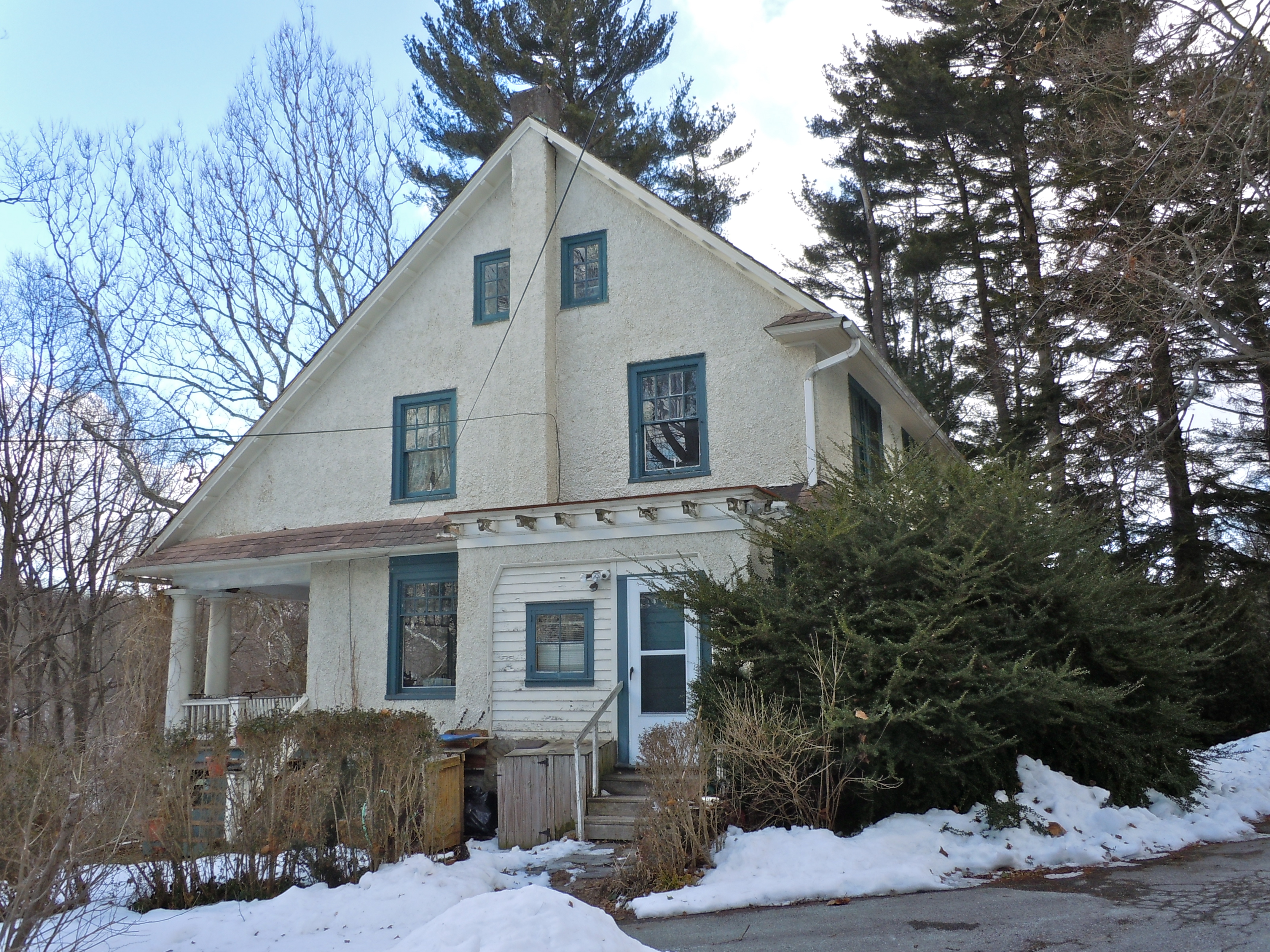
La casa donde Lucy Anthony vivió con su compañera Anna Howard Shaw.

En 1891 Anthony, junto con Shaw y Alice Stone Blackwell compiló The Yellow Ribbon Speaker, una colección de escritos sobre el sufragio femenino.
En 1903 Anna Howard Shaw construyó una casa en el 240 de Ridley Creek Rd., Media, durante su mandato como presidenta de la National American Woman Suffrage Association y vivió allí con su pareja, Lucy Anthony, hasta su muerte. Estuvieron juntas durante treinta años. Anthony estaba junto a la cama de Shaw cuando ella murió. Lucy Anthony fue la albacea de los bienes de su tía y de Shaw.
Lucy Elmina Anthony murió el 4 de julio de 1944 en casa de una amiga, Julia C. Kent, en Swarthmore (Pensilvania).  En su testamento dejó la mayor parte de su patrimonio a la National League of Women Voters y a la Philadelphia League of Voters.